# Leoganger Steinberge

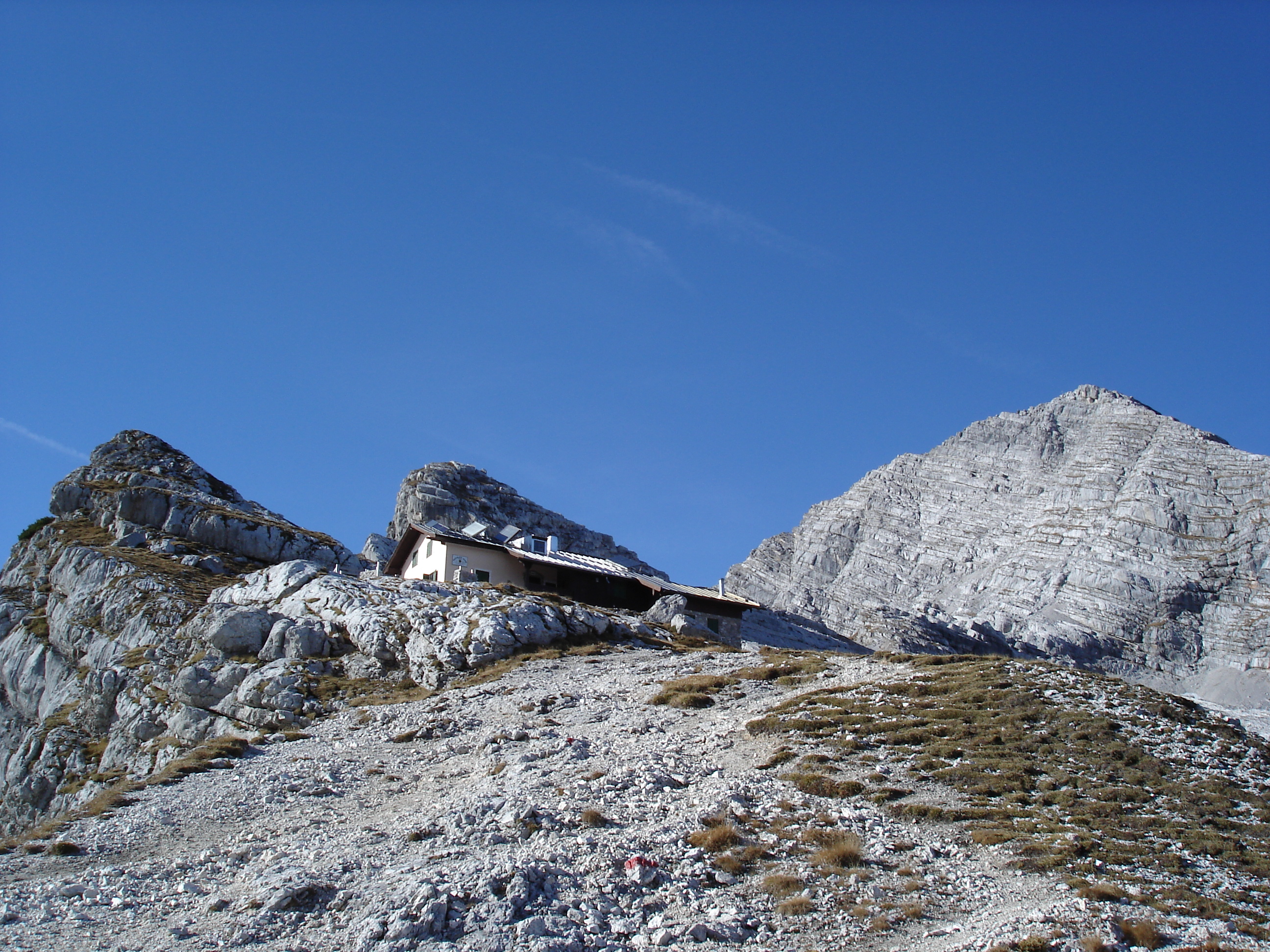
Schronisko Passauer Hütte

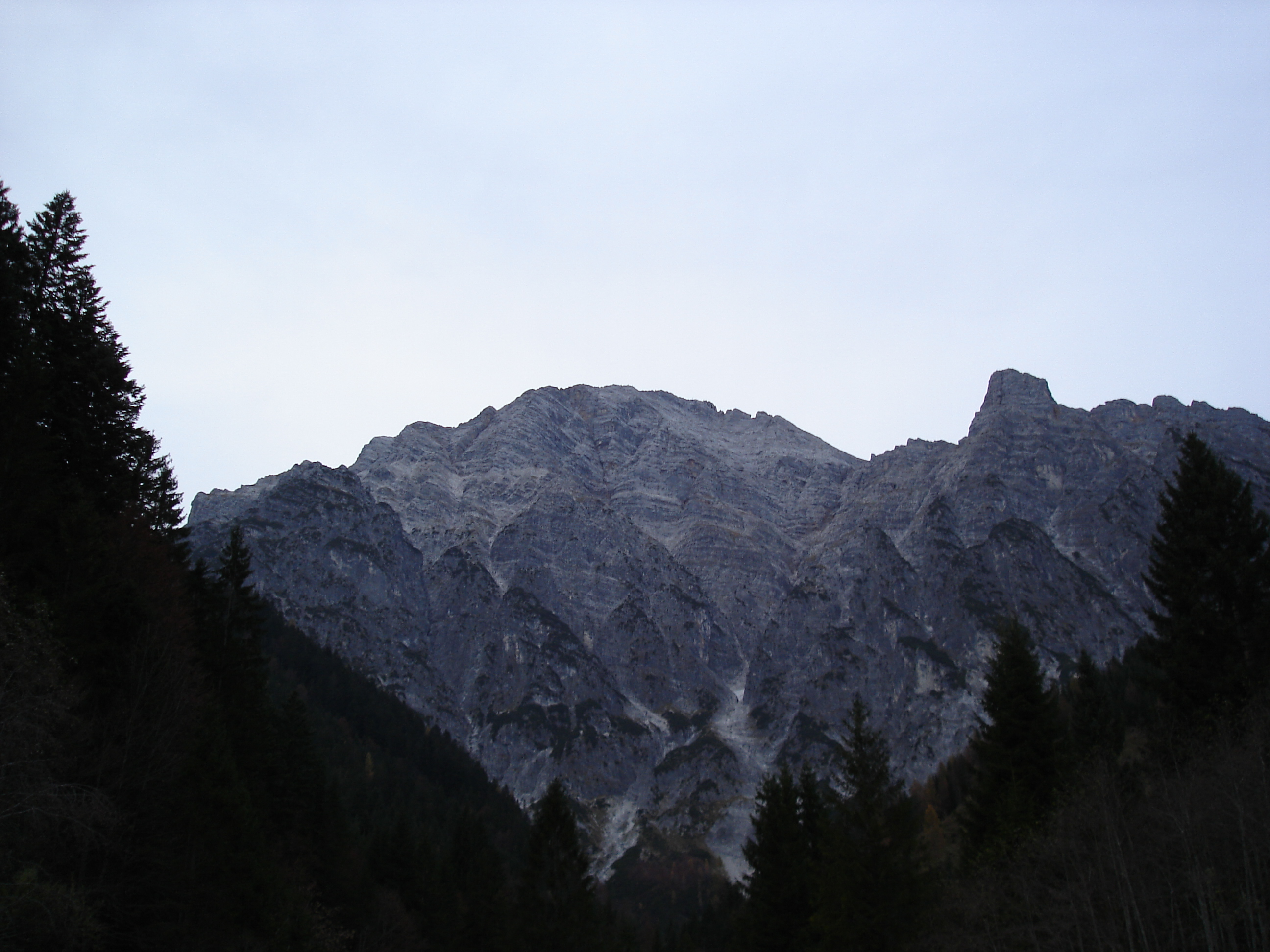
Birnhorn

Leoganger Steinberge – grupa górska, część Północnych Alp Wapiennych. Leży w Austrii, w krajach związkowych Salzburg i Tyrol. Według podziału AVE razem z Loferer Steinberge tworzy jedną grupę: Leoganger und Loferer Steinberge (AVE 9). Najwyższym szczytem jest Birnhorn, który osiąga 2634 m. Największe miasta w pobliżu to Kitzbühel i Kufstein.
Grupa ta graniczy z: Chiemgauer Alpen na północy, Alpami Berchtesgadeńskimi na wschodzie, Alpami Kitzbühelskimi na południu oraz z Kaisergebirge na zachodzie.
Najwyższe szczyty:
- Birnhorn (2634 m),
- Kuchelhorn (2500 m),
- Passauerkopf (2465 m),
- Grießener Hochbrett (2467 m),
- Signalkopf (2462 m),
- Großes Rothorn (2442 m),
- Dürrkarhorn (2280 m),
- Hochzint (2243 m),
- Mitterhorn (2206 m),
- Fahnenköpfl (2142 m),
- Brandhorn (2099 m).